# ISO 3166-2:BG
ISO 3166-2 données pour la Bulgarie

## Mise à jour
```
ISO 3166-2:2002-05-21
 
n
o
 
2
```

## Régions (28)bg:oblast
```
BG-01  
Blagoevgrad

BG-02  
Bourgas

BG-08  
Dobritch

BG-07  
Gabrovo

BG-26  
Khaskovo

BG-28  
Yambol

BG-09  
Kardjali

BG-10  
Kyoustendil

BG-11  
Lovetch

BG-12  
Montana

BG-13  
Pazardjik

BG-14  
Pernik

BG-15  
Pleven

BG-16  
Plovdiv

BG-17  
Razgrad

BG-18  
Roussé

BG-19  
Silistra

BG-20  
Sliven

BG-21  
Smolyan

BG-23  
Sofia

BG-22  
Sofia-Grad

BG-24  
Stara Zagora

BG-27  
Choumen

BG-25  
Targovichte

BG-03  
Varna

BG-04  
Veliko Tarnovo

BG-05  
Vidin

BG-06  
Vratsa
```